# 電器店

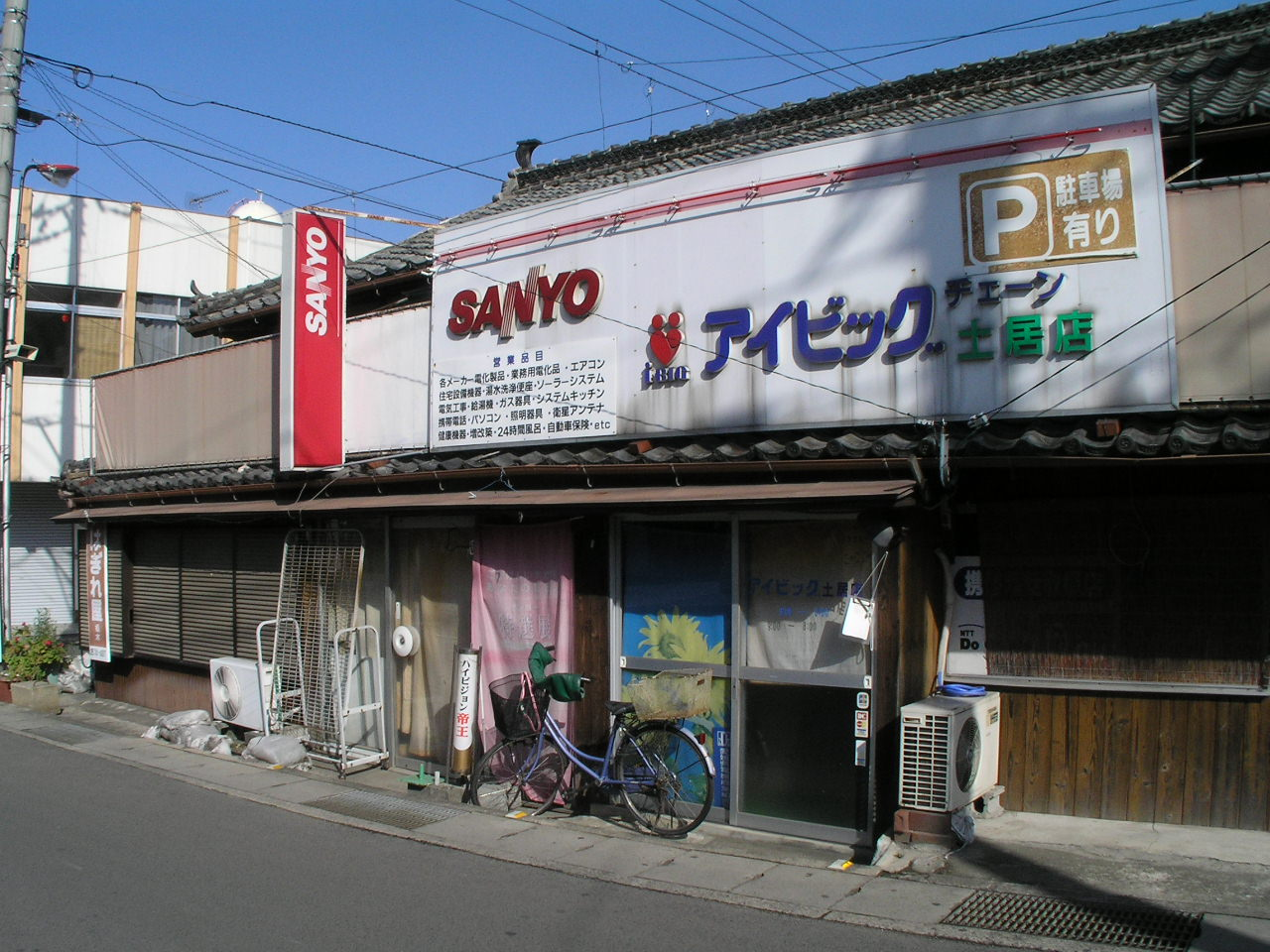
昔ながらの「街の電器屋さん」（四国中央市土居町）

電器店（でんきてん）とは家電製品を販売する小売店のことである。なお本稿では個人経営の商店を中心に扱う。大手企業による量販店の詳細に関しては家電量販店の項を参照。
元々は電球や二又ソケットなどといった電気関連の器具（照明器具）を販売していたため、“電気”の「気」や“機械”の「機」ではなく“器具”の「器」を使うと考えられる。ただしこれら電器店の屋号では、「○○電気」や「○○電機」などもしばしば見受けられる。そのため、電気店や電機店という表記も別に間違いではない。これは電気工事主体から始めた「でんきてん」のようにさまざまな店舗があり、決まった形がないためである。

## 概要
これらは店舗の形態としては、特定のメーカーを主に取り扱う「取次店」や複数メーカーの製品を扱うが個人経営など小規模な店舗である、いわゆる「街の電器屋さん」と、複数のメーカーを取り扱い、なおかつ一括大量仕入れによって大量に安く販売する「量販店」の2通りに分かれる。
前者は地域密着型でアフターサービスの質を、後者は価格の安さや商品種類の豊富さをセールスポイントとしている。ただ最近は、量販店もアフターサービスの充実に力を入れるようになってきている。その一環として量販店とフランチャイズ契約を結んでいる街の電器屋さんも存在する。
この他、総合スーパーやホームセンター、さらにデパートも家電コーナーを設けている店が多いのでこれらも「量販店」に含まれる。
その一方でパソコンやその周辺機器は総合家電メーカーでも製造・発売しているが、これらの製品は量販店や専門店での取り扱いが主体となっており、いわゆる「街の電器屋さん」では扱わないことが多い。ただし個人経営が多い「街の電器屋さん」は、経営者の世代交代などによって取り扱いの変更もある。

## 街の電器屋さん
主に家庭の電化の進行に伴って勃興し、大衆が家電製品を日常生活の中で一般的に使い始めた高度経済成長期に急速に増えていった。その多くは個人経営の商店だが、各々の家電メーカーはこれらを手厚く保護することで他業種には類を見ない流通形態が形成された。
その一端が、一般にはメーカーの直営店だとすら誤解される「メーカー名を前面に押し出した店の外装」に現れている。これらはメーカーの宣伝広告費などから出される開店・改装の補助金制度の条件としてメーカーから提供されるもので、これらには店の屋号と共に扱う商品のメーカーが一目でわかるようになっている。
まだ「たらいと洗濯板」という様式が一般的だった1950年代に三洋電機が自社製品の洗濯機を普及させるため、実演販売を定期的に行ってもらうことを条件に特約契約を結んだ形態が存在する。当時は「電器店」ではなく「ラジオ商」という呼称が一般的だった。これはラジオ受信機が主な商品で、同時に修理もしていたことに由来する。
本格的な地域電器店ネットワークは1957年、松下電器（現・パナソニック）が「ナショナルショップ」と「ナショナル店会」を発足させたことに始まる（前者はパナソニック製品専門店、後者はパナソニック+他社取扱店。現在はすべて「パナソニックショップ」に統一）。以後パナソニックショップは右肩上がりに急成長し続け国内最大の地域電器店ネットワークとなり、他社系列店数を大幅に上回る店舗数を今なお維持している。
個人経営でも経営利益により店舗設備に格差も見られる。店内照明は通りに面した採光性の高い大きなガラス窓などであるが電気代節約のため、店内照明を日中は控えめにするケースも見受けられる。自動ドアを導入している店もあるが古くはガラス引き戸が主流で、店舗によっては諸般の事情で自動ドアを導入していない店もある。営業車は車体に店名・取り扱いメーカー名がペイントされた軽トラックないしワゴン車が使われるが、個人経営の零細店舗では自家用車と共用であるケースも見られる。ただ、個人経営店では経営コストの関係から社用車を置く場合でも維持コストの安い軽自動車が主流である。

### 爆発的普及
1960年代から1970年代には家電製品が多様化、いわゆる三種の神器に代表される大衆の強い購買意欲の対象となる家電製品が登場した。各家電メーカーやその前身の電気機器メーカーはこぞってそれらを発売、激しく競争して全国各地の電器店を支援しながら特約店契約を結ぶことで地域の電化に貢献・メーカーも潤い電器店も繁盛した。
この過程の中で各メーカーは電器店から得られた「消費者のナマの声」を新製品開発にフィードバックすることで、製品の質向上や取り扱い製品の拡充を行った。また各々のメーカーはそれぞれ独自色を持たせながら他メーカーと競合する製品を市場投入したが各々メーカー側の特約電器店同士が距離的に離れているため、緩やかな販売競争は見られたもののおおむね共存状態にあった。
この時代を通じて、各々の大手家電メーカーは「一つの家庭が求める全ての家電製品を一通りは作っている」という総合家電メーカー化を果たしている。これにより各々の特約店は安心して一社の総合家電メーカーに依存する形となった。
この時代にあっては日本全国津々浦々という形容詞通りの状況で、地方農村・漁村や離島にまでさまざまな家電メーカーの名を掲げた「電器屋さん」が見られた。その数は、現在のコンビニエンスストアにも劣らない。一例として、2001年ごろのパナソニック系列の「電器屋さん」とセブン-イレブンの店舗数を比べるとまだ圧倒的に「電器屋さん」の方が多数である。
当時の家電製品は単純な構造をしており簡単な機構的なトラブル（消耗品の損耗や部品の劣化・破損など）はこの「街の電器屋さん」に持ち込めば消耗品等は電器店に一定のストックがあったために大概はその場で修理され、必要な部品を取り寄せる場合でも一週間程度で電器店自らが直していた。どうしても直せないものだけがメーカーに送られ専門の修理スタッフが対応した。
メーカー各社も各々の特約店に修理のための技術提供を積極的に行うとともにこれら「街の電器屋さん」に積極的な支援を行うため各都道府県ごとにサービスステーションや支社の形で出先機関を設けて対応、ほとんど「各電器屋さんの裏庭まで各家電メーカーがバックアップに来ている」という状況を形成していた。定期的に電器店向けに商品の取り扱いから修理に至るまで全般的な商品説明会を行い、各電器店ではさらに契約している家電メーカーとの共存関係にあった。メーカー側はいくら自社で製品を販売する力があっても直営店を設けず、また各々の支社でも直接消費者に製品を販売しなかった。

### 製品の高度化と電器店の衰退・量販店の勃興
1980年代に入ってくると次第に家庭向けの電気機器は高度で複雑な物となり、また取り扱う種類も増えたために一介の「街の電器屋さん」では修理はおろか詳細な製品説明すら難しくなった。またテレビゲームや8ビットパソコン（8ビット御三家やMSX等を参照）・ワープロのような電子機器の市場に総合家電メーカーが興味を持ち始め、ますます「街の電器屋さん」の手に負えない状況となった。
特に家電普及当初にその多くが開店した「街の電器屋さん」では高齢化も進み新製品への対応が難しくなった所もあるが、その一方で精密な製品も増え到底「街の電器屋さんに持っていけば直してくれる」というサービス形態を維持できず「壊れた家電製品はメーカー修理」が当たり前となってしまった。加えて専門の技術者による修理では人件費も高く付くため、結果的に「修理に出すと高く付く」という傾向が発生している。
また、この時期には、量販店の走りとも言えるディスカウントストアが増加、雑貨に混じって家電製品も扱うようになり、品質的には多少難のある製品（安価な三流メーカーや海外メーカーのコピー商品や型遅れの旧来製品）を安価で扱うようになると、次第に定価販売が原則の「街の電器屋さん」の市場を侵食していった。ただこの当時、ディスカウントストアで扱われる製品は必ずしもすべての消費者に受け容れられていたわけではなく、品質や性能に難があっても安売りを狙う消費者のみが利用していた。
1990年代になるとこの傾向はますます加速、海外生産拠点で安い人件費で組み立てられた安価な製品が出回るようになると、修理費と買い替えた時の価格の逆転現象すら発生、さらには家電量販店が出てきたことでますます修理コストのほうが割高となる傾向が顕著となってしまった。
この時代になると「街の電器屋さん」はもはや消費者にとって「家電メーカーとの取次ぎ」でしかなく、せいぜい「電気製品を家に配達してくれて、設置までしてくれる」という存在にすぎなくなってしまっていた。この状況下では「街の電器屋さん」は魅力を欠き世代交代が起こりにくくなったため、店主の高齢化を理由に閉店するケースも続発している。地方町村ではこの名残で錆びたシャッターや色褪せた看板などが、当時の面影を残している。

#### 衰退する店舗と生き残る店舗・支援するメーカー
経営存続の意欲がある系列店の販促支援策はパナソニックが以前から「変身ショップ」や後述の「スーパープロショップ」、さらにパーソル パナソニック HRパートナーズ・松下幸之助商学院による後継者募集・育成や起業相談会などという形で強化してきた。しかし、他社はその施策（特に従業員募集と後継者育成）が出遅れ、パナソニックに大きく水をあけられる形となった。よってパナソニックショップの場合は後継者難などで閉店する系列店の割合が比較的低いが、他社についてはその割合がパナソニックショップより高い。理由はパナソニックの場合「系列店を構造改革しながら量販店市場を拡大」してきたのに対し、他社は「（意欲ある店に対して販促支援をせず）系列店をないがしろにして量販店市場を拡大」してきたため、結局は「“やる気があるなら徹底的に支援する”というパナソニックの長年にわたる施策に支えられた“優秀なパナソニックショップ”」が他社系列店を凌駕する形になったからである。
結果、パナソニックショップは地域電器店で組織する業界団体「全国電機商業組合連合会」加盟店の実に7〜8割を占める形となった。またパナソニックショップを管轄するパナソニックコンシューマーマーケティングLE社には「不調な他社系列・他業種の小売店から好調なパナソニックショップへ鞍替えしたい」という起業相談が近年急増し、このこともパナソニックショップ以外の他社系列店減少に拍車を掛けている。

### 街の電器屋さん再編成の動き
一度は家電量販店に追われる形でその役目を終えたかのように見られていた「街の電器屋さん」だが、1990年代後半から2000年代にかけて次第にその様相を変えながら再び注目を集めるようになってきている。
1980年代頃よりデジタル・多機能化が進んだ家電は非常に多くの新しい要素を持ち、特に高齢世代には理解しにくい。取扱説明書が目的別に分割されていること、新しい専門用語が多数出てくること、さらに従来のアナログ機器にはなかった新しい項目が加わったことから接続や初期設定などの設定までサービスを広げている店舗もある。
このような機器の設置工事では購入した家電の配送までしか対応しない家電量販店よりも（量販店では設置・接続・初期設定の作業まで依頼すると出張手数料が別にかかることが多い）地域に密着して信頼のある「街の電器屋さん」に依頼するケースも増え、中高年層を中心にこれを通じて次第に家電量販店から「街の電器屋さん」へと回帰する傾向も見られる。
元々街の電器屋さんはさまざまな形態があり電気工事店としての側面を併せ持つことも多く、中には主要業務がむしろその方面であることも少なくない。経営者ないし従業員もノウハウの差こそあれ電気工事士の資格を持つ者がほとんどであり、さらにさまざまな資格を持ち家電の枠に収まらないこともある。特にデジタル放送が主流になると機器の通信用に電話回線やLANケーブルの、配線工事が必要になった。通信回線の工事には電気通信設備工事担任者の資格が必要になるが、家電量販店側にとっては店員に資格を取得させるよりも、これらの工事に精通した街の電気屋さんに依頼した方が低コストである。
この他、高齢化によってあまり出かけることのない高齢者宅や核家族化によって高齢者のみの世帯も増え、これらへの細かいケアが可能な「街の電器屋さん」では消費者の下に出掛けていきメンテナンスを通じて信頼関係を築く方法も模索されている。

#### 企業・メーカーによる再編成支援の動向
こういった動きを受けてか一部の家電量販店では「街の電気屋さん」とフランチャイズ契約を結び、さらなる販路の拡大や大型店で販売した商品の細かいアフターケアに充てようとするものも現れるようになった。
さらに電機メーカー各社は前述したパナソニックの「スーパープロショップ」制を皮切りに、系列店を「売り上げ増に一層意欲的な店舗のみ」に再編する施策を進めている。特にパナソニックは2007年度以降、販売の力点を量販店からパナソニックショップへ移行させ団塊世代大量退職による新規顧客増に備えると共に各種工事の注文がパナソニックショップ一カ所でまとめて可能な「ワンストップサービス」の充実も図る。またシャープもこれまでの「フレンドショップ」と呼ばれる自社系列店網を大規模再編して販促のノウハウ等を提供する新たな加盟店組織を発足させ、将来的にシャープ製品販売に積極的な自社系列店を倍増させる計画を発表した（2007年11月16日、全国の地方紙朝刊記事で一斉報道）。東芝ストアーや日立チェーンストールなど他社の系列店数が全国で1万店未満なのに対しパナソニックショップは店舗数が全国で1万8000店という日本最大の地域電器店ネットワークを誇っていることから、パナソニック側はこの長所を最大限に活かして今後の売り上げ増への足がかりとする計画である。同業他社もパナソニックの動きに同調する形で、遅まきながら系列店への販促支援を強化しているが後継者育成や従業員募集に消極的。
少子高齢化時代を肯定的に「良きビジネスチャンス」ととらえて売り上げを倍増させる店と、後継者難・売り上げ大幅減から傷んだ看板交換・店内改装等の費用の捻出ができずに廃業する店との二極化が顕著である。売り上げの多い店は店内外の装飾・宣伝用幟を季節ごとに変更したり、さらに色あせ・破損が生じた看板交換等の各種費用が自店売り上げの中から捻出可能だが逆に売り上げ不振かつ後継者難の店は赤字で看板交換等の費用が自店の売り上げのみでは捻出し難いこともあってか色あせ・破損した看板やショーウィンドー、売れ残っている数年前の旧商品等が交換・売却等されずに放置・店ざらしされている傾向にある。

### リサイクルと電器店
日本では2000年代にテレビ（ブラウン管式）・エアコン・冷蔵庫・洗濯機・パソコンを買換や引越などで廃棄処分する際は家電全般の家電リサイクル法やパソコンの資源リサイクル法の規定により使用済み商品の再資源化、運搬、引き取りなどの諸費用（の一部）をユーザーがメーカーあるいは電器店に支払うことになっている。なお、費用はメーカーや店舗により異なる。
これらは日本国内で1980年代以降、家電製品が「修理に出すより買い替えた方が安く付く」や「製品の陳腐化（旧態化）が激しく、壊れる頃が買い替え時」といった風潮から大量の家電製品が大量生産・大量消費されていたことがごみ問題を招いた所に負う部分が大きい。同法施行直前に駆け込み需要が見られたものの、施行後は一般家電の売上げ微減傾向も見られる。

## セールス用カタログ
電機メーカー各社では、顧客への営業・販促活動用として伝票（ポケット）サイズの「セールス用カタログ」を発行している。これは一般客向けのカタログやチラシとは異なり店内閲覧のみに限定され一般客（部外者）が店外へ持ち出すことは禁止されているほか、問い合わせの際のPOSコードや部材製造元の連絡先が詳しく掲載されている。またそれぞれカタログ名は各社異なっている。

### セールス用カタログを発行している電機メーカー
- パナソニック（セールスマン用カタログ）
  - パナソニック電工
  - 三洋電機
- 日本ビクター（現：JVCケンウッド）
- 東芝（グッドソリューション総合カタログ）
- 三菱電機
- シャープ
- ソニー（商品のしおり）
- 日立製作所

## 特選品カタログ
電機メーカー各社では旬の新製品情報をまとめて掲載した「特選品カタログ」を発行し、季節ごとに行う展示会開催時に顧客へ配付している。なおこのカタログは各メーカーの系列電器店にのみ置かれ、量販店には基本的に置かれていない。ただメーカーや量販店によっては一部置かれている場合も存在する。

### 特選品カタログを発行しているメーカー
- パナソニック（パナソニックのお店）
- 日立製作所（ふぁみーゆ）[注 1]
- 三洋電機（三洋特選品カタログ「スマイるコレクション」）
- 東芝（For Lifeカタログ→快適日和）

## 店舗チェーン

### 主な「街の電器屋さん」チェーン（五十音順）

#### メーカー系列のチェーン
- 三洋電機特約店[注 2]
- シャープ特約店
- ソニーショップ[注 3]
- 東芝ストアー
- パナソニックショップ[注 4]
- ビクター特約店[注 3]
- 日立チェーンストール
- 三菱電機ストアー
- シャープフレンドショップ

#### 量販店系列のチェーン
- エディオンファミリーショップ
  - エイデンファミリーショップ（EFS）
  - デオデオファミリーショップ（DFS）
  - ミドリファミリーショップ（MFS）
- ヤマダホールディングス系列
  - コスモスベリーズ
  - ベストフレンドショップ（略称BFS ベスト電器）
  - マツヤデンキFC

#### その他のチェーン（地域店FC）
- アトム電器
- セブンプラザ

### 補足
なお、「全国電機商業組合連合会」という業界団体があり（本部：東京都文京区）、全国の「街の電器屋さん」の殆どがこの組合に加盟している。

## 展示会
街の電器屋さんでは年に数回、地区ごとに展示会を開催して旬の電化製品を通常期より大幅に安い価格で提供しているほか、来場記念品や成約記念品も用意している（来場の際、事前に特約店から配布された招待状の提示が必要）。なお、展示会の開催方式は、ホールなどを借りて行う「合同展示会」と各店で個別に開催する方式の2通りがある（前者は、スペースの都合でふだん自店に展示できない大型製品も展示できる）。
- 主な展示会の名称
  - パナソニックフェア（パナソニックショップ）
  - 東芝とびっきり大市→東芝フェア（東芝ストアー）
  - きになる日立の気になるフェア（日立チェーンストール）

以上のメーカーはTV・ラジオCMで展示会のお知らせが流れているが三菱電機ストアーの場合は合同展示会は行うものの、特定の名称はなくCMも流されない。三洋電機系列店の場合は、春・秋にチェーン単位で合同展示会が行われることが多い。しかし、シャープ・ソニー・ビクターの各系列店では現在上記のような新製品展示会を実施していない。
なお、展示会の開催にはさまざまな費用（来場・成約記念品・店内装飾・販促カタログやチラシの準備・合展の場合は会場事前予約等）が発生するため、売り上げが落ち込んでいる店舗はこの展示会参加を辞退することが多い。全国的に量販店との競争激化や経営者の高齢化・後継者難によりこのような新製品展示会に参加する地域電器店は減少傾向に歯止めがかからない状態となっている。さらに合展の会場選定は集客、参加店数、製品の契約及び売り上げ状況・実績、他団体との兼ね合い、使用料等を考慮しなければならないので非常に難しい。

## 主な家電量販店チェーン
「家電量販店」項を参照。

## 主なネット販売店
- デンマート
- ストリーム